# آزمون چروک
آزمون چروک (انگلیسی: Wrinkle test) آزمون چروک یک آزمون عملکرد عصبی محیطی است. انگشت‌ها به مدت ۱۰ دقیقه در آب گرم قرار می‌گیرند. اگر انگشت‌ها چروک نشوند، نشانه‌‌ای از وجود یک مشکل است.